# Eduard Bacher
Eduard Bacher (7. března 1846 Postoloprty – 16. ledna 1908 Vídeň) byl rakouský novinář, stenograf a spisovatel.

## Životopis

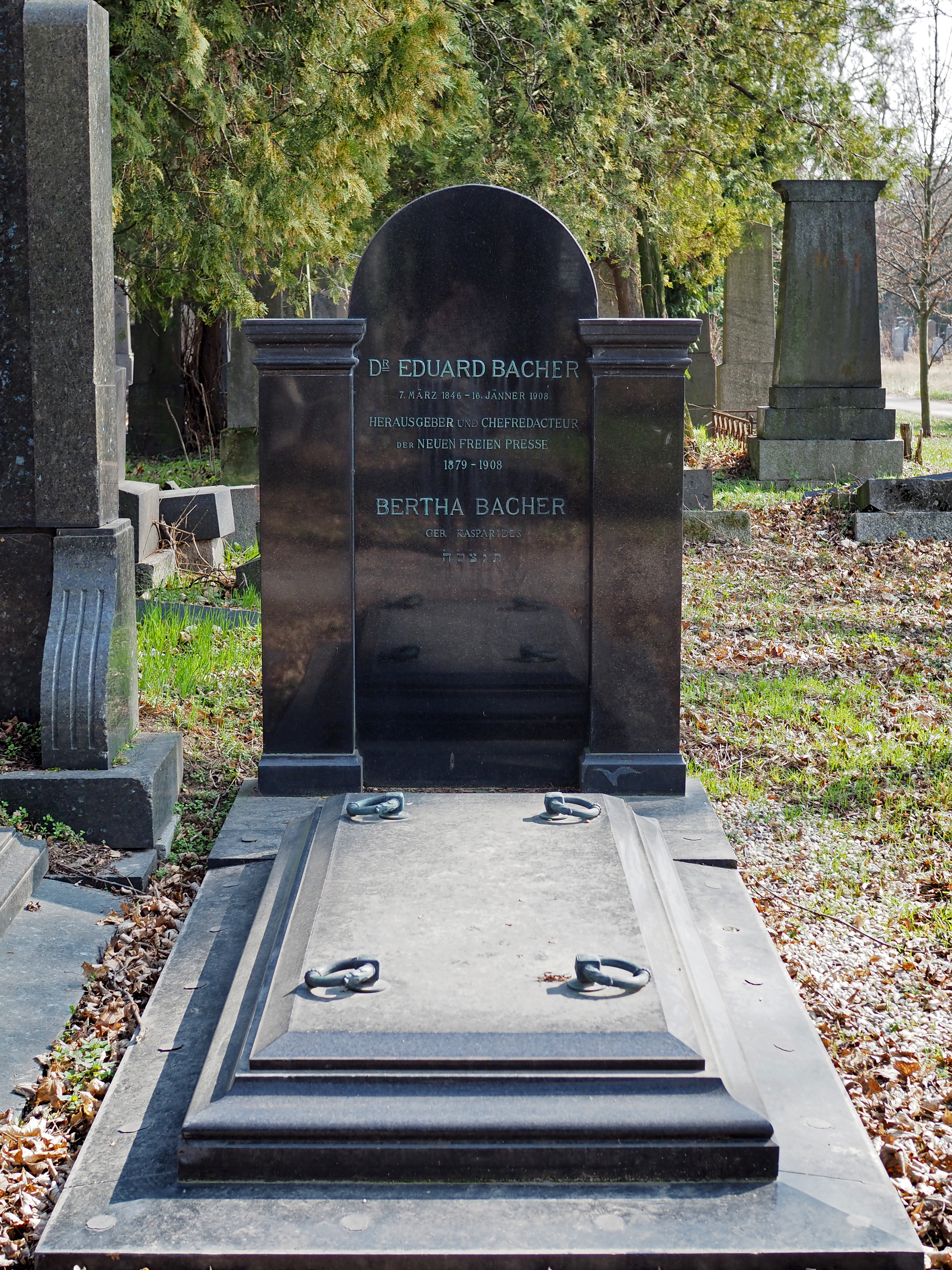
Bacherův hrob ve Vídni

Narodil se jako prvorozené dítě v místní židovské rodině. Jeho otec Markus byl familiant v Postoloprtech, matka Karolina rovněž pocházela z familiantské rodiny, konkrétně ze sousedních Lenešic. Bacherův původ napovídá, že jeho rodina patřila v ghettu k nejvlivnějším a nejbohatším. Po maturitě na gymnáziu v Chomutově odešel postupně do Prahy a do Vídně studovat práva, z nichž získal doktorát. Krátce vykonával advokátní praxi, ale po roce 1867 se stal v Praze stenografem Českého zemského sněmu. Pak se vrátil do Vídně, kde vykonával tutéž funkci v říšském sněmu. Jako stenograf údajně patřil k nejlepším v monarchii.
Jeho ambice ale směřovaly k novinařině. Roku 1872 se stal parlamentním zpravodajem listu Neue Freie Presse. Bacher v hierarchii novin stoupal, až se roku 1879 stal jedním ze dvou šéfredaktorů a o rok později spolumajitelem. V těchto funkcích zůstal až do roku 1905. Ve svých článcích se stavěl proti českým federalistickým snahám a napadal reformy ministerského předsedy Taafeho, který se požadavkům Čechů snažil vycházet vstříc.
Bacher byl také literárním poradcem následníka trůnu, arcivévody Rudolfa. Své literární ambice realizoval v několika novelách. Roku 1905 mu vyšla novela Aus dem Tagebuche zweier Frauen (Z deníku dvou paní), jejíž sedmé vydání bylo vydáno v roce 2016. Kromě toho napsal novelu Schönheit (Krása, 1905); rovněž vyšla jeho sebraná korespondence z let 1846–1848.